# 무열황후
무열황후 오씨(武烈皇后 吳氏, ? ~ 207년)는 손견의 부인으로, 손견이 동오에서 황제로 추존되면서 황후로 추존됐다. 오군 오현 사람이다. 손책과 손권의 어머니이다.

## 생애
어려서 전당현으로 이주했고, 부모를 잃어 아우 오경(吳景)과 함께 살았다. 손견은 젊은 시절 고향인 오군에서 아름답고 재주가 뛰어난 것으로 소문이 자자했던 무열황후를 부인으로 맞아들였다. 손견이 혼담을 넣자 무열황후의 친척들이 손견의 사람됨이 경박하고 사납다는 이유로 반대했다. 손견이 몹시 불쾌해 오씨 가문에 깊은 원한을 품었다. 그러자 무열황후는 자신을 아껴 집안에 화를 불러들일 수 없다며 스스로 손견에게 시집가겠다고 선언한 후 오씨 집안에 허락을 받아 손견과 결혼했다.
장남 손책이 죽고 아직 어린 차남 손권이 그 세력을 잇자, 군정·민정 양면에서 잘 보좌했다. 손책이 자신의 공조 위등(魏騰)을 죽이려 하고 아무도 말리지 못할 때 홀로 손책에게 말해 위등을 풀어주게 한 일이 있었는데, 무열황후의 지략과 권모술수는 이와 같았다.
건안 12년(207년)에 사망했고, 손견과 함께 고릉(高陵)에 합장됐다. 황룡 원년(229년), 손권이 황제를 일컬으면서 남편과 함께 추증을 받았다. 《삼국지》에는 건안 7년(202년)에 죽었다고 기록되어 있는데, 우희(虞喜)는 《지림》(志林)에서 회계군의 공거부(貢舉簿)에 태수가 상을 당하여 건안 12년·13년(208년)에 공거를 배출하지 않은 사실이 기록되어 있고, 또 건안 8년·9년 모두 공거를 배출한 것이 확인됨에 따라, 오씨가 건안 12년에 죽었음을 고증하였다.

## 삼국지연의
200년, 손책이 우길을 처형하려고 하였을 때 무열황후는 처형을 반대하였다.
무열황후의 가공의 동생 오국태가 손견의 둘째 부인으로 나오는데, 무열황후가 죽자 동생 오국태가 무열황후를 대신해서 국모가 된다.

## 가계
- 무열황후 오씨 = 무열황제 손견
  - 장사환왕 손책
  - 대제 손권
  - 손익
  - 손광
  - 손부인(촉한 소열황제 유비의 아내)
- 오경(동생)

## 같이 보기
- 삼국지 인물 목록